# Sebastián Mignani
Sebastián Mignani (Mar del Plata, Buenos Aires, 16 de agosto de 1990) es un baloncestista argentino que juega en la posición de base o escolta en Racing Club de La Liga Argentina. Es hijo de Rubén Mignani, un ex-baloncestista profesional argentino.

## Trayectoria

### Clubes
| Club                    | País      | Año             |
| ----------------------- | --------- | --------------- |
| Sport Club Cañadense    | Argentina | 2009 - 2010     |
| San Martín (MJ)         | Argentina | 2010 - 2011     |
| Sport Club Cañadense    | Argentina | 2011 - 2012     |
| Sportivo Las Parejas    | Argentina | 2012 - 2013     |
| Sport Club Cañadense    | Argentina | 2013            |
| Petrolero Argentino     | Argentina | 2014            |
| San Isidro (SF)         | Argentina | 2014 - 2015     |
| Hispano Americano       | Argentina | 2015 - 2017     |
| Platense                | Argentina | 2017 - 2018     |
| Deportivo Viedma        | Argentina | 2018 - 2019     |
| Thor Thorlákshöfn       | Islandia  | 2020            |
| Ferro                   | Argentina | 2020 - 2021     |
| Villa San Martín        | Argentina | 2021 - 2022     |
| Llaneros de Guárico     | Venezuela | 2022            |
| Caribbean Storm Islands | Colombia  | 2022            |
| CB Morón                | España    | 2022 - 2023     |
| Héroes de Falcón        | Venezuela | 2023            |
| Regatas Corrientes      | Argentina | 2023            |
| Fibwi Palma             | España    | 2024            |
| Marinos de Oriente      | Venezuela | 2024            |
| Racing Club             | Argentina | 2024 - Presente |